# Mosquée du Cheikh Lotfallah

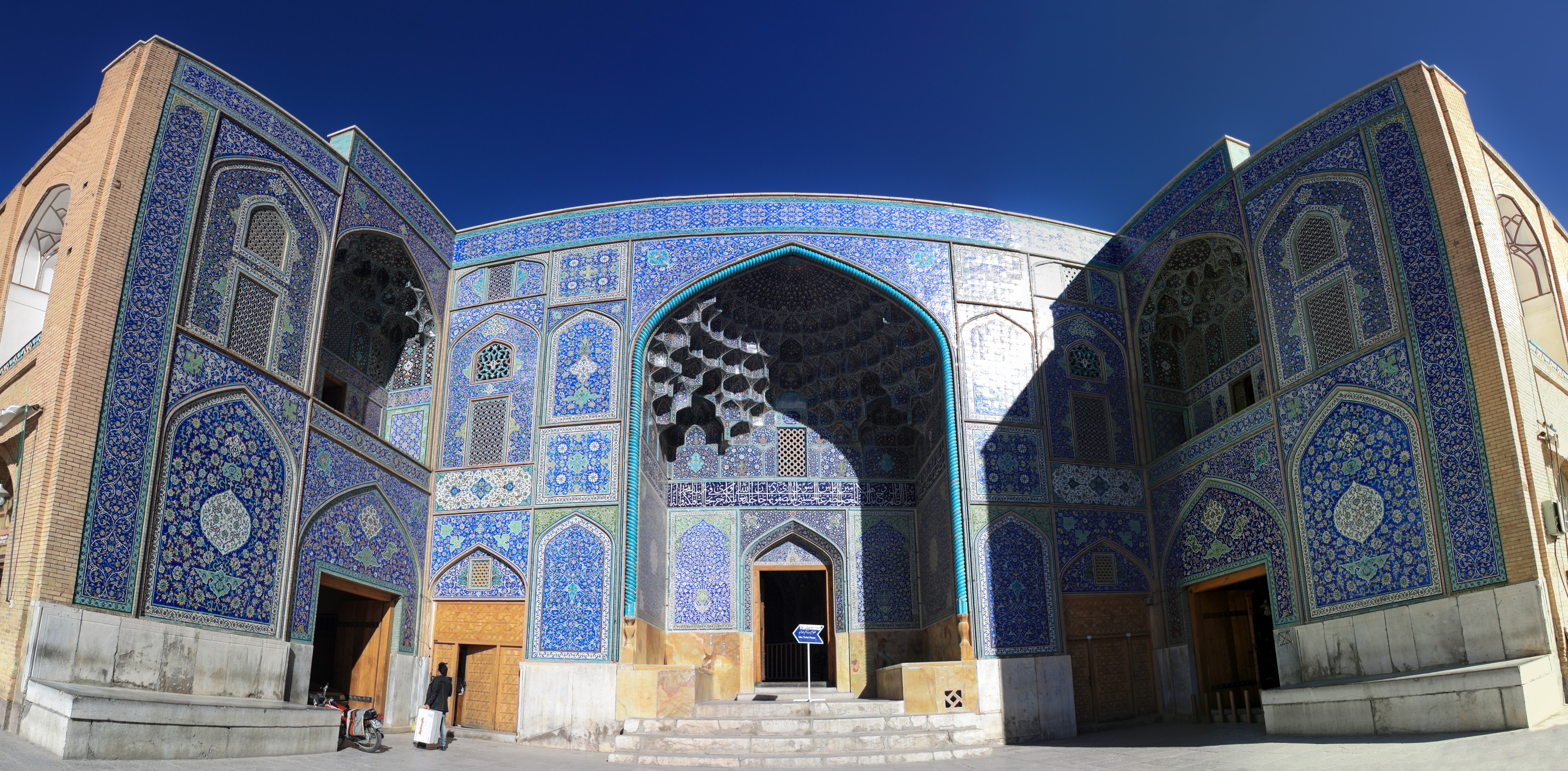

La mosquée du Cheikh Lotfallah, ou Masjid-i Sadr, ou encore oratoire du roi est un édifice religieux élevé à Ispahan au début du XVIIe siècle (de 1598 à 1619), sous le règne des Safavides. Il s'agit de la première mosquée érigée dans cette ville par les Safavides, avant la mosquée du Chah. Son chantier dura longtemps, seize ans selon les sources, et deux dates sont inscrites dans le décor : 1616 sur le dôme et 1618 dans le mihrab. Son architecte principal est Mohammad Reza Esfahani et le calligraphe Ali Riza-i Abbassi, qu'il faut distinguer du célèbre peintre, calligraphe et dessinateur Riza 'Abbasi actif à la même époque.

## Plan
Le plan de la mosquée du Cheikh Lotfallah est peu banal. Il consiste en une salle de prière entièrement sous un dôme à laquelle on accède par un long couloir sombre en chicane menant à un grand portail. L'absence de cour est remarquable car exceptionnelle, de même que la présence d'escalier menant au portail. Son autre caractéristique est l'absence de minaret, inutile puisque seule la famille royale avait accès à cette mosquée.

## Décor
Le décor de cette petite mosquée qui semble avoir réellement servi d'oratoire pour le souverain plutôt que de lieu de prière publique, est réalisé avec des lambris d'onyx jaune et de la céramique glaçurée. Le portail possède des muqarnas très raffinées. Dans la mosquée, c'est le bleu qui domine, avec des ajouts de vert, jaune, rouge et turquoise, mais à l'extérieur, sur le dôme, on note l'utilisation d'une palette très particulière, avec une dominance du jaune qui n'existe que dans cet édifice à cette période et pourrait peut-être rappeler le dôme du tombeau d'Ismail Ier à Ardabil.
La décoration intérieure de la coupole est remarquable par l'utilisation de la lumière venant de l'extérieur, dont le reflet sur la coupole trace la queue d'un paon , emblème royal persan, mais dont la figuration (comme tout être vivant) était interdite dans une mosquée.

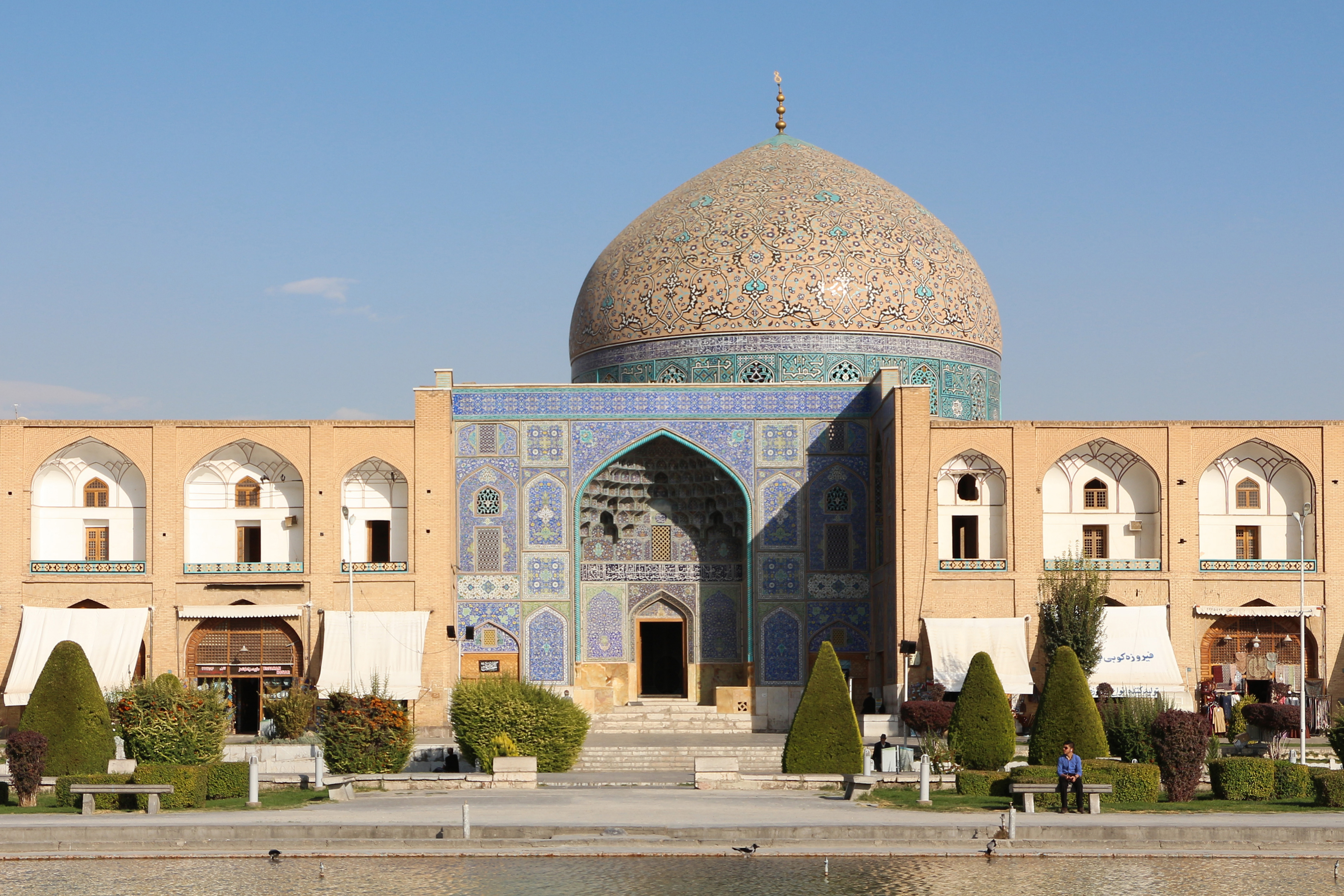
Vue extérieure de la mosquée
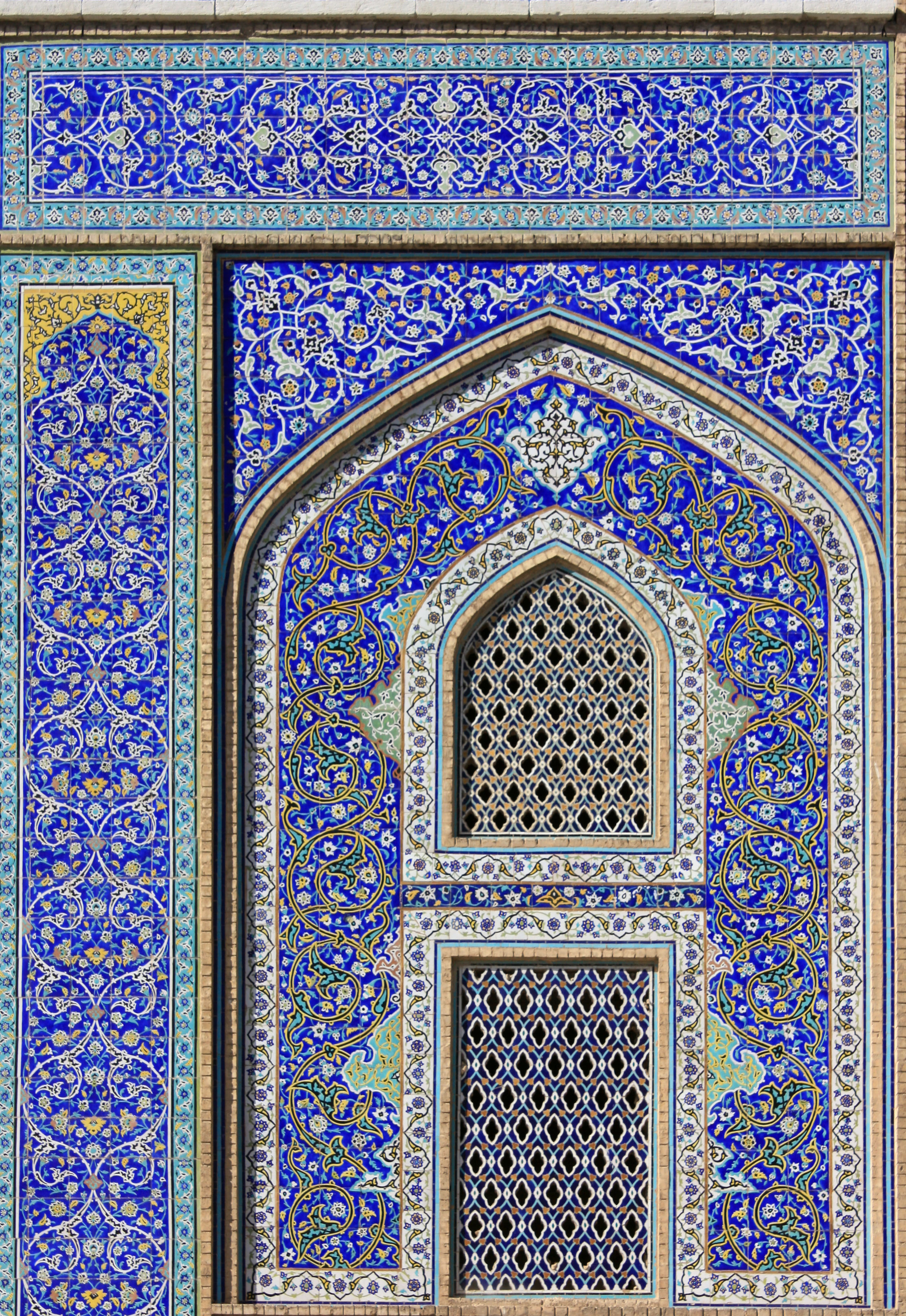
Mosaïques
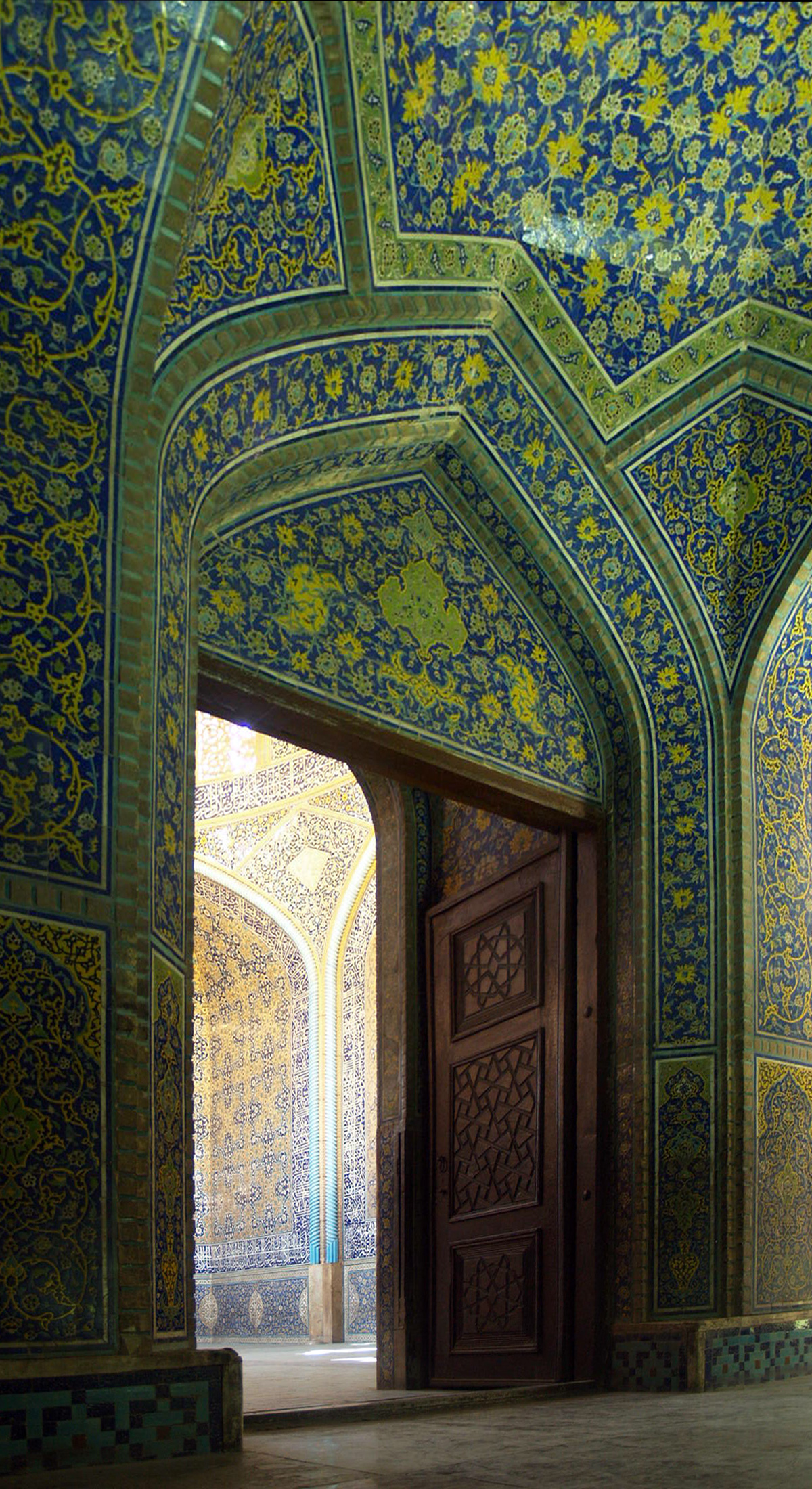
Entrée de la mosquée
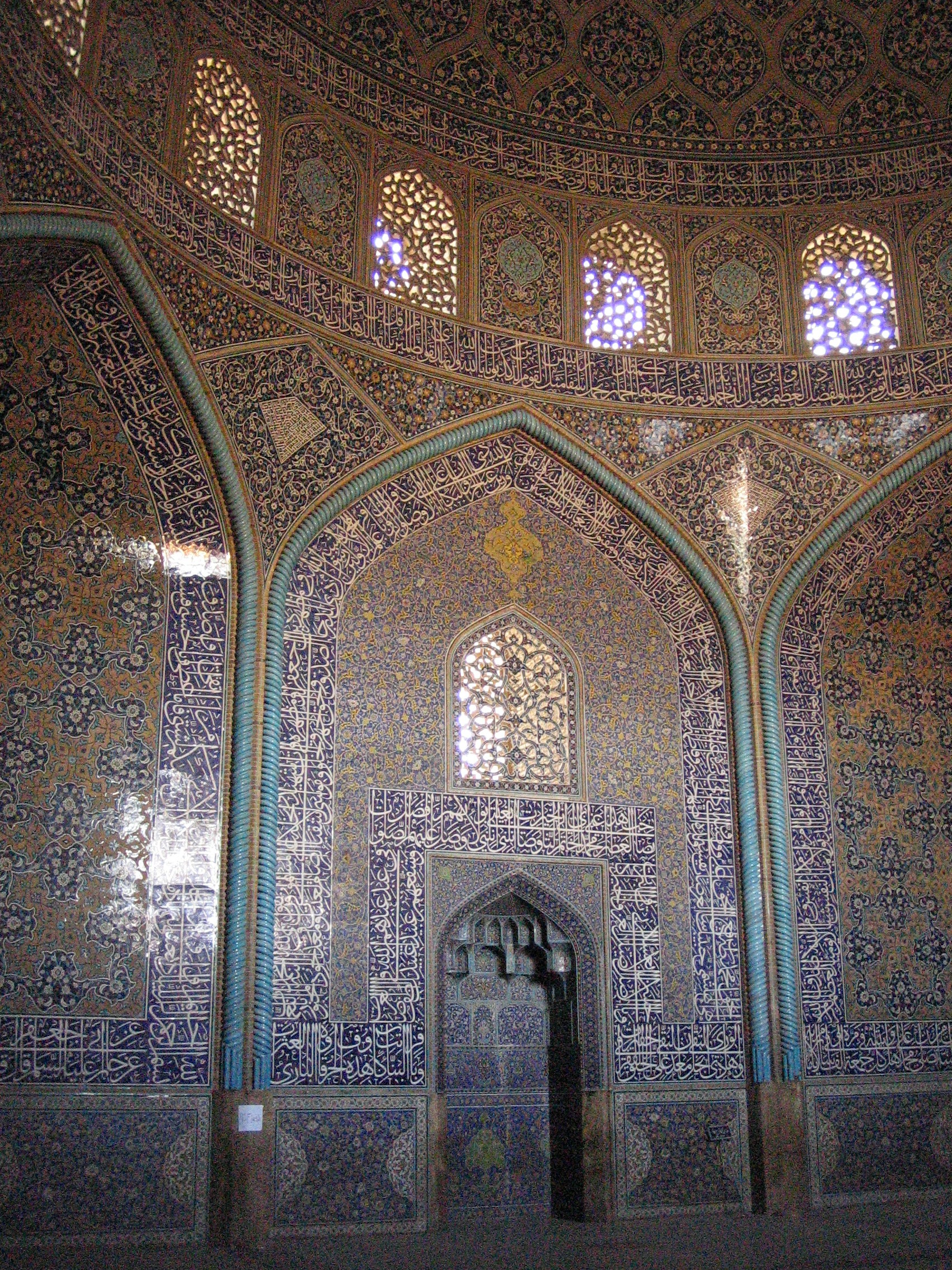
Intérieur de la mosquée
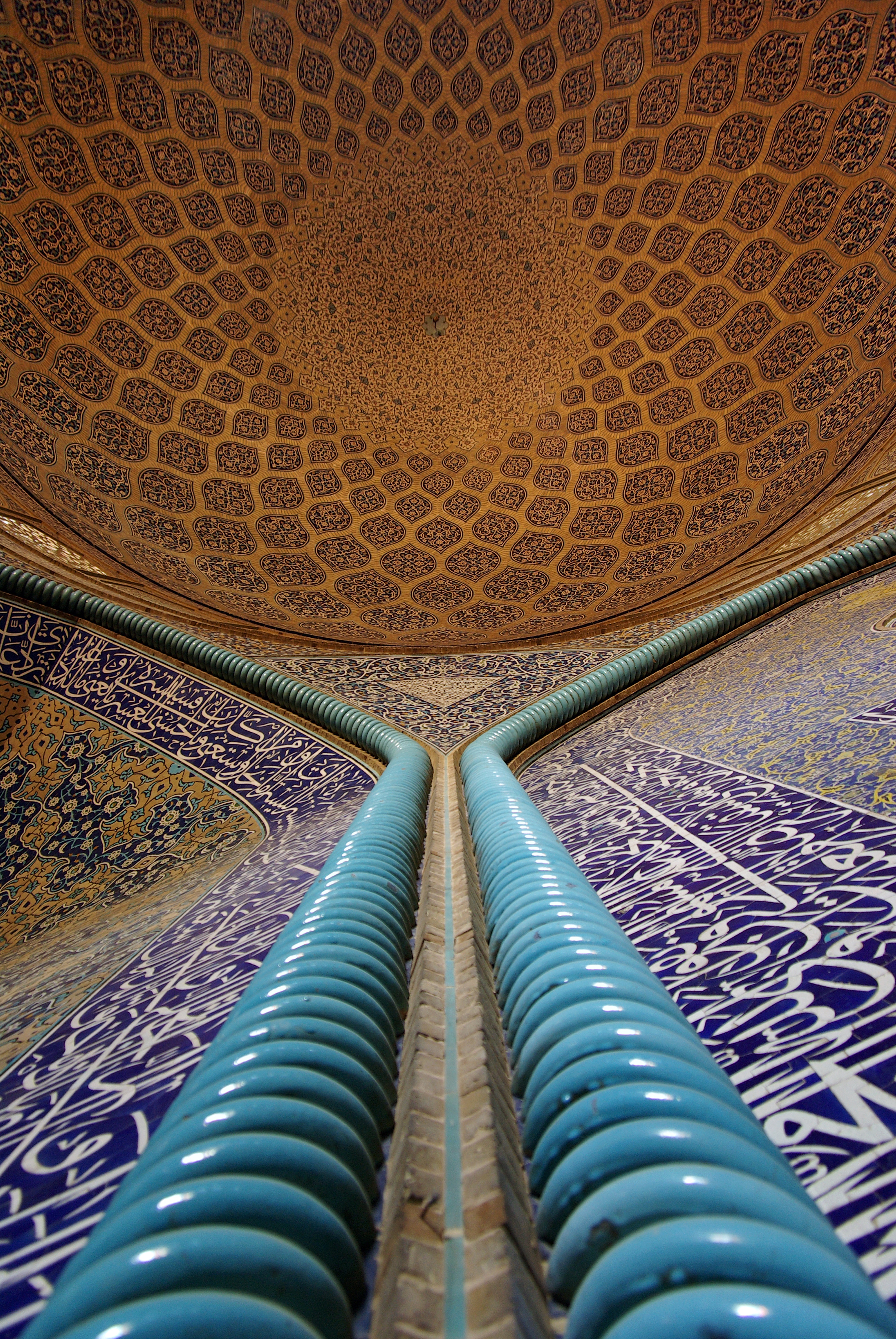
Le mur intérieur et le plafond de la mosquée
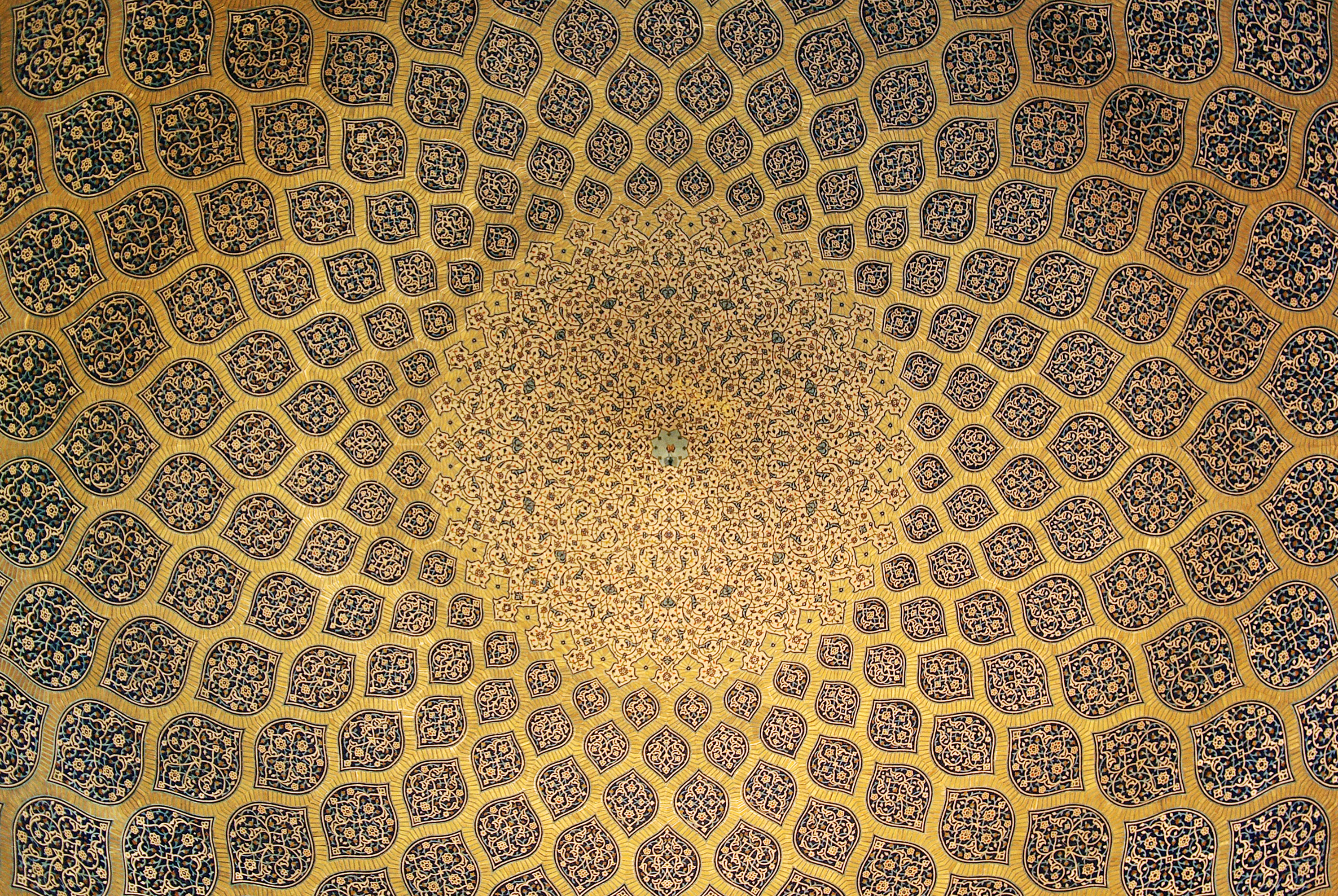
Le plafond de la mosquée
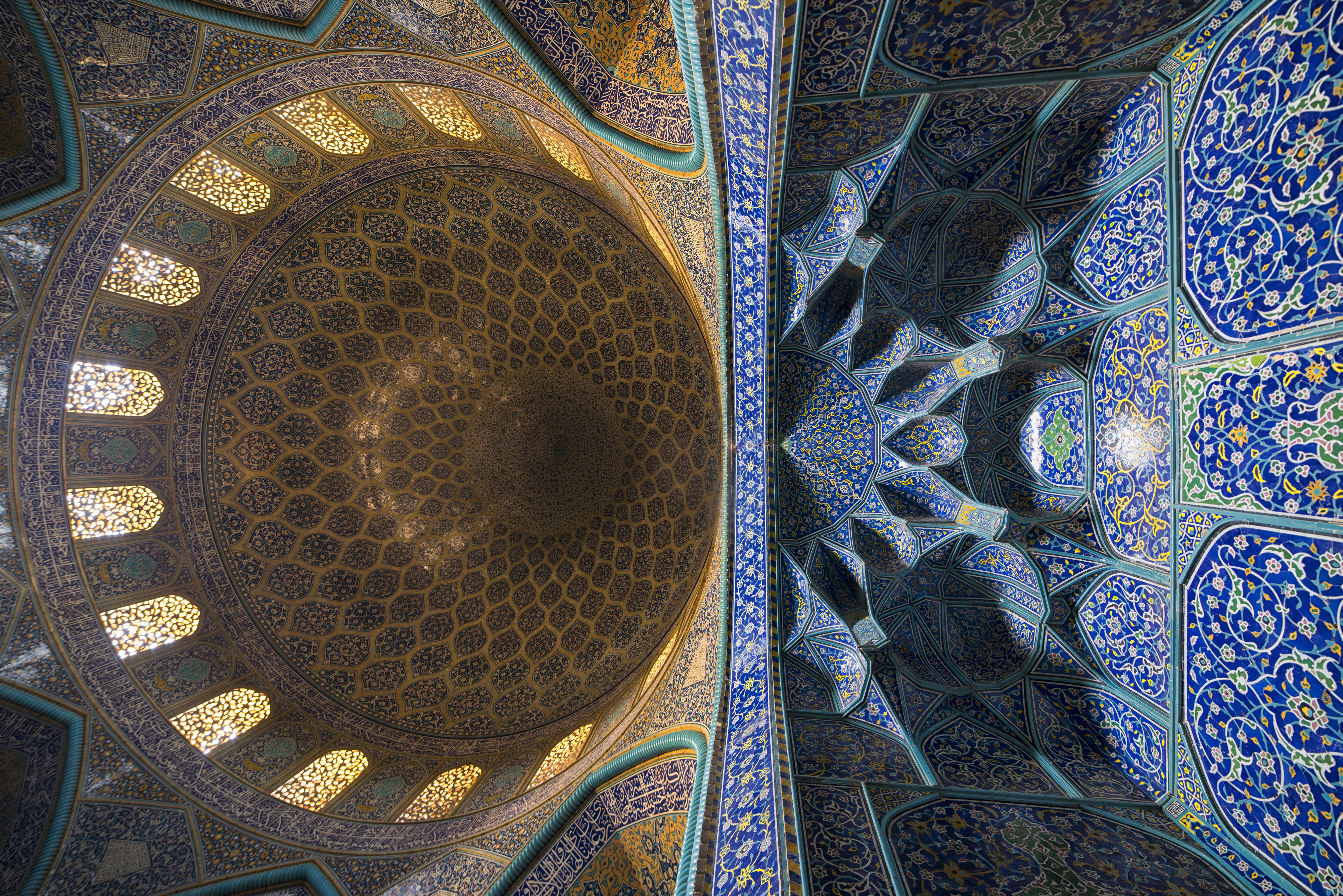
Mur intérieur et plafond de la mosquée du Cheikh Lotfallah. Juillet 2017.
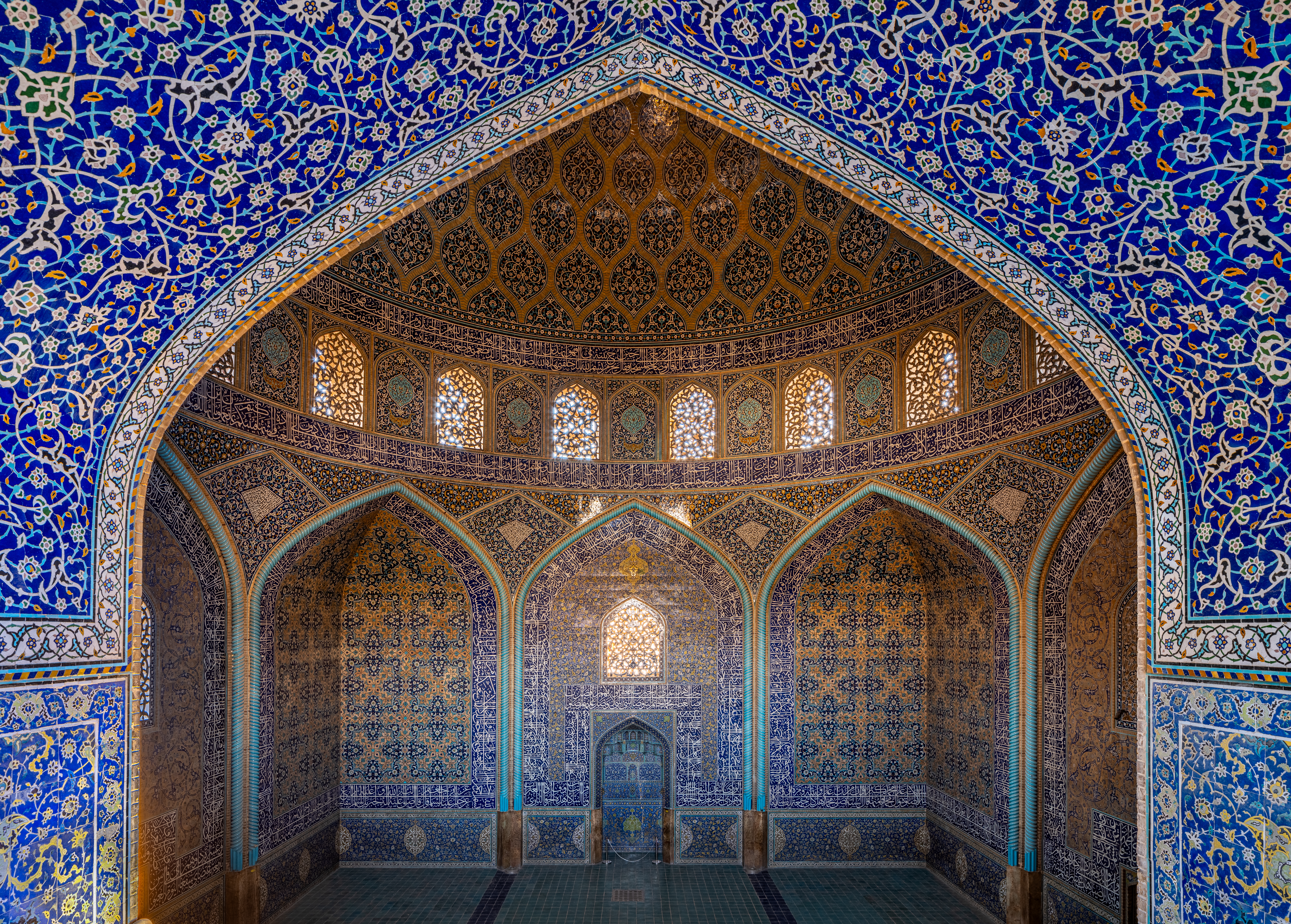